# Noble (Familienname)
Noble ist ein englischer Familienname.

## Namensträger
- Adrian Noble (* 1950), britischer Theaterregisseur
- Alan Noble (Hockeyspieler) (1885–1952), englischer Hockeyspieler
- Alan Noble (Fußballspieler) (1900–1973), englischer Fußballspieler
- Alexis Noble (1963–2025), uruguayischer Fußballspieler
- Alfred Noble (Bauingenieur) (1844–1914), US-amerikanischer Bauingenieur
- Alfred Noble (Fußballspieler) (1924–1999), englischer Fußballspieler
- Alfred H. Noble (1894–1983), US-amerikanischer General
- Ambroise Le Noble (* 1594), französischer Maler
- Andrew Noble, 1. Baronet (1831–1915), britischer Ballistiker
- Andrew Noble, 2. Baronet (1904–1987), britischer Adliger und Diplomat
- Andrew Noble (Triathlet) (* 1965), australischer Duathlet und Triathlet
- Andrew Noble (Skirennläufer) (Andy Noble; * 1984), britischer Skirennläufer
- Bailey Noble (* 1990), US-amerikanische Schauspielerin
- Bobby Noble (Fußballspieler, 1945) (Robert Noble; 1945–2023), englischer Fußballspieler
- Bobby Noble (Fußballspieler, 1949) (Robert Noble; 1949–2005), englischer Fußballspieler
- Brandon Noble (* 1974), US-amerikanischer American-Football-Spieler und -Trainer
- Brian Noble (Rugbyspieler) (* 1961), englischer Rugby-League-Spieler und -Trainer
- Brian Michael Noble (1936–2019), britischer Geistlicher, Bischof von Shrewsbury
- Butler Noble (1815–1890), US-amerikanischer Politiker
- Charles A. Noble (1892–1983), deutsch-US-amerikanischer Unternehmer
- Chelsea Noble (* 1964), US-amerikanische Schauspielerin
- Cheryl Noble (* 1956), kanadische Curlerin
- Christina Noble (* 1944), irische Kinderrechtsaktivistin und Schriftstellerin
- Danny Noble (* 1989), US-amerikanischer American-Football-Spieler
- David Noble (Entdecker) (* 1965), australischer Entdecker der Wollemie
- David Noble (Fußballspieler) (* 1982), englischer Fußballspieler
- David A. Noble (1802–1876), US-amerikanischer Politiker
- David F. Noble (1945–2010), US-amerikanischer Technologie- und Wissenschaftshistoriker
- Denis Noble (* 1936), britischer Physiologe
- Edward John Noble (1882–1958), US-amerikanischer Industrieller, Gründer der American Broadcasting Company
- Elaine Noble (* 1944), US-amerikanische Politikerin
- Ellen Noble (* 1995), US-amerikanische Radrennfahrerin
- Ernest Maragall i Noble (1903–1991), katalanischer Bildhauer
- Eustache Le Noble (1643–1711), französischer Schriftsteller
- Franz von le Noble (1707–1772), deutscher Oberst
- George Noble Jones (1811–1876), amerikanischer Plantagenbesitzer
- George Noble, 2. Baronet (1859–1937), britischer Adliger und Offizier
- George Noble Plunkett (1851–1948), irischer Politiker, Minister
- George Noble (Politiker) (1891–1949), australischer Politiker
- George Noble (Caller) (* 1968), englischer Caller
- Gil Noble (1932–2012), US-amerikanischer Journalist
- Gladwyn Kingsley Noble (1894–1940), US-amerikanischer Zoologe
- Iain Noble (1935–2010), schottischer Adliger und Geschäftsmann
- Isabella Noble (* 2003), kanadische Volleyballspielerin
- Ivan Noble (1967–2005), britischer Wissenschaftsjournalist
- James Noble (Orientalist) († 1834), britischer Orientalist
- James Noble (Politiker) (1785–1831), US-amerikanischer Politiker (Indiana)
- James Noble (Schauspieler) (1922–2016), US-amerikanischer Schauspieler
- James Noble (Footballspieler) (* 1963), US-amerikanischer Footballspieler
- Jamie Noble (* 1976), US-amerikanischer Wrestler, siehe Jamie Howard
- Jason Noble († 2012), US-amerikanischer Musiker
- Javier Giménez Noble (* 1953), argentinischer Komponist
- Jean-Claude Noble (1944–2003), neuseeländischer Rugby-Union-Spieler
- Jeanne L. Noble (1926–2002), US-amerikanische Theologin
- Jo Marie Payton-Noble (* 1950), US-amerikanische Schauspielerin, siehe Jo Marie Payton
- John Noble, 1. Baronet (1865–1938), britischer Geschäftsmann und Sammler
- John Noble (Sänger) (1931–2008), britischer Sänger (Bariton)
- John Noble (Schauspieler) (* 1948), australischer Schauspieler und Theaterregisseur
- John H. Noble (1923–2007), deutsch-amerikanischer Unternehmer
- John W. Noble (auch Jack Noble; 1880–1946), US-amerikanischer Regisseur und Drehbuchautor
- John Willock Noble (1831–1912), US-amerikanischer Jurist und Politiker
- Kay Noble-Bell (Kay Noble; 1940–2006), US-amerikanische Wrestlerin
- Liam Noble (* 1968), britischer Jazzmusiker
- Mark Noble (Politiker) (* 1976), US-amerikanischer Politiker
- Mark Noble (Fußballspieler) (* 1987), englischer Fußballspieler
- Mark Noble (Radsportler) (* 1963), britischer Radrennfahrer
- Mark Frederick Noble (* 1962), neuseeländischer Schachspieler
- Mary Noble (1911–2002), schottische Saatgutpathologin
- Mary Riggs Noble (1872–1965), US-amerikanische Medizinerin und medizinische Missionarin
- Matthew Noble (1817–1876), britischer Porträtbildhauer
- Michael Noble, Baron Glenkinglas (1913–1984), schottischer Politiker
- Nick Noble (Sänger) (1926–2012), US-amerikanischer Sänger
- Nick Noble (Fußballspieler) (* 1984), US-amerikanischer Fußballtorhüter
- Nigel Noble (* 1943), britischer Tonmeister, Dokumentarfilmer, Filmregisseur und Filmproduzent
- Noah Noble (1794–1844), US-amerikanischer Politiker
- Patrick Noble (1787–1840), US-amerikanischer Politiker
- Percy Noble (1880–1955), britischer Admiral
- Peter Noble (Architekt), Architekt
- Peter Noble (Orientalist) (Peter Scott Noble; 1899–1987), britischer Orientalist und Hochschullehrer
- Peter Noble (Schauspieler) (1917–1997), britischer Schauspieler und Filmproduzent
- Peter Noble (Promoter), australischer Musikpromoter
- Peter Noble (Fußballspieler) (1944–2017), englischer Fußballspieler
- Pierre Le Noble (Schriftsteller), französischer Jurist und Schriftsteller
- Pierre M. Le Noble (Pierre-Madeleine Le Noble, auch Pierre M. LeNoble; 1772–1824), französischer Politiker und Kriegskommissar
- Ray Noble (1903–1978), britischer Arrangeur, Komponist und Schauspieler
- Reg Noble (1895–1962), kanadischer Eishockeyspieler
- Reuben Noble-Lazarus (* 1993), englischer Fußballspieler

- Robert Noble (Schauspieler) (Robert James Noble; * 1950), US-amerikanischer Schauspieler
- Robert Laing Noble (1910–1990), kanadischer Arzt
- Robert „Bobby“ Noble (1945–2023), englischer Schauspieler
- Rohinton Noble (1926 oder 1927–1975), indischer Radrennfahrer
- Ronald Kenneth Noble (* 1957), US-amerikanischer Staatsanwalt
- Scott Noble (* 1962), US-amerikanischer Unternehmer und Autorennfahrer
- Steve Noble (* 1960), englischer Jazz-Schlagzeuger
- Thom Noble, britischer Filmeditor
- Thomas F. X. Noble (* 1947), US-amerikanischer Historiker
- Thomas Satterwhite Noble (1835–1907), US-amerikanischer Historien-, Genre- und Porträtmaler sowie Hochschullehrer
- Tom Dodd-Noble (* 1955), britischer Autorennfahrer und Unternehmer
- Trisha Noble (1944–2021), australische Sängerin und Schauspielerin
- Warren P. Noble (1820–1903), US-amerikanischer Politiker
- Wendy Noble, US-amerikanische Geheimdienstmitarbeiterin
- William Noble (Fußballspieler) (* 1953), uruguayischer Fußballspieler
- William H. Noble (1788–1850), US-amerikanischer Politiker